# روبرت آتزورن
روبرت آتزورن (آلمانی: Robert Atzorn؛ زادهٔ ۲ فوریهٔ ۱۹۴۵) بازیگر اهل آلمان است.
از فیلم‌هایی که وی در آن نقش داشته‌است، می‌توان به کورچاک، از زندگی عروسکان خیمه‌شب‌بازی و کنفرانس وانزه اشاره کرد.